# Clark Barwick
Clark Edward Barwick (* 9. Januar 1980)  ist ein US-amerikanischer Mathematiker, der sich mit algebraischer Topologie (Homotopietheorie) und homologischer Algebra (höhere Kategorientheorie) befasst.
Barwick wuchs in North Carolina auf und studierte Mathematik an der University of North Carolina at Chapel Hill mit dem Bachelor-Abschluss 2001. Barwick wurde 2005 an der University of Pennsylvania bei Tony Pantev promoviert (({\displaystyle \infty }, n)Cat as a closed model category). Als Post-Doktorand war er an der Universität Göttingen, 2006/07 an der Universität Oslo, 2007/08 am Institute for Advanced Study und von 2008 bis 2010 als Benjamin Peirce Lecturer an der Harvard University. 2010 wurde er Assistant Professor und 2015 Associate Professor am Massachusetts Institute of Technology (MIT). 2015 war er außerdem Fulbright Gastprofessor an der Universität Glasgow. 2017 wurde er Reader und 2020 Professor an der Universität Edinburgh.
Am Anfang seiner Karriere befasste er sich mit der Homotopietheorie höherer Kategorien und arbeitete viel mit Daniel Kan.
Mit Chris Schommer-Pries axiomatisierte er 2015 die Theorie der höheren Quasikategorien ({\displaystyle (\infty ,n)}-Kategorien) und zeigte, dass sie alle zueinander äquivalent bis auf die Wirkung von {\displaystyle \left({\frac {\mathbb {Z} }{2}}\right)^{n}} sind.
2019 erhielt er den Berwick-Preis für seine Arbeit On the algebraic K-theory of higher categories. Darin zeigte er, dass die algebraische K-Theorie von Friedhelm Waldhausen (Waldhausen-Kategorie) die universelle Homologietheorie für {\displaystyle \infty }-Kategorien ist. Gleichzeitig bewies er die Hauptsätze der Theorie erneut im neuen Kontext mit völlig neuartigen Beweisen. Allgemeiner zeigte er, dass algebraische K-Theorie die natürliche Kategorifizierung der stabilen Homotopietheorie  ist. Er wandte die neue Sichtweise auf die Anwendung der algebraischen K-Theorie als topologischer Invariante höherer Kategorientheorie (Unendlich-Kategorien, Quasikategorien) zum Beispiel im Beweis des Herz-Theorems (Theorem of the Heart) an (einem Analogon des Herz-Theorems von Amnon Neeman für Waldhausen-Kategorien), dem Beweis der Deligne-Vermutung für algebraische K-Theorie, der Erweiterung der Q-Konstruktion von Daniel Quillen auf höhere Kategorien (mit John Rognes) und der Konstruktion reeller equivarianter K-Theorie.
Ende der 2010er Jahre befasste er sich mit Operator-Kategorien und Anwendungen in der Zahlentheorie. So führte er mit Peter Haine 2018 pyknotische Mengen ein (siehe Verdichtete Menge).

## Schriften (Auswahl)
- mit D. Kan: A Thomason-like Quillen equivalence between quasi-categories and relative categories, Arxiv 2011
- mit D. Kan: n-relative categories, Arxiv 2011
- mit Chris Schommer-Pries: On the unicity of the theory of higher categories, Arxiv 2011
- On exact {\displaystyle \infty }-categories and the theorem of the heart, Composition Mathematica, Band 151, 2015, S. 2160–2186, Arxiv
- mit John Rognes: On the Q-construction of exact {\displaystyle \infty }-categories, Arxiv 2013
- Spectral Mackey functors and equivariant algebraic K-theory, Teil 1, Adv. Math., Band 304, 2017, S. 646–727, Arxiv, Teil 2 mit  S. Glasman, J. Shah, Tunisian J. Math., Band 2, 2020, S. 97–146, Arxiv
- On the algebraic K-theory of higher categories, Journal of Topology, Band 9, 2016, S. 245–347, Arxiv
- From operator categories to topological operads, Geom. Top., Band 22, 2018, S. 1893–1959, Arxiv
- mit  Emanuele Dotto, Saul Glasman, Denis Nardin, Jay Shah: Parametrized higher category theory and higher algebra (im Erscheinen begriffene Monographie), General Introduction, Arxiv 2016, Exposè 1, Arxiv
- mit Saul Glasman, Peter Haine: Exodromy, Arxiv 2018
- mit Saul Glasman, Marc Hoyois, Denis Nardin, Jay Shah: Categorifying rationalization, Forum of Mathematics, Sigma 7, 2019,  e42, Arxiv
- mit Peter Haine: Pyknotic objects, I. Basic notions, Arxiv 2019